# ロシア・スウェーデン戦争
ロシア・スウェーデン戦争（ロシア・スウェーデンせんそう）とは、18世紀と19世紀に起きたロシア帝国とスウェーデン王国の戦争である。露瑞戦争ともいう。共にホルシュタイン＝ゴットルプ家の流れを組む王朝同士の戦争であるが、前者と後者ではその戦争の意味合いが異なっている。2つの戦争は、共にフィンランドが戦場となったため、フィンランド戦争とも呼ばれることもある。この戦争にはデンマークも間接的に関わった。
- 第一次ロシア・スウェーデン戦争（1788年 - 1790年）、スウェーデン王グスタフ3世が、ロシアとのバルト海におけるバランス・オブ・パワーを確立することを目論んで起こした。最終的にスウェーデンが海戦に勝利したことでロシアと和解が成立した。この戦争でスウェーデンの国際的地位が上昇した。

- 第二次ロシア・スウェーデン戦争（1808年 - 1809年）、ナポレオン戦争期、ロシア皇帝アレクサンドル1世がスウェーデンを大陸封鎖令に参加させることを目的として起こした。ティルジットの和約によりロシアとフランスが講和した際のフランス皇帝ナポレオン1世の要求に応じたもの。最終的にロシア軍がフィンランドを制圧し、スウェーデンは大陸封鎖令への参加を余儀なくされるとともに、フィンランドとオーランド諸島がすべてロシア帝国に割譲された。

- 1741年 - 1743年にもカレリア地方において両国は交戦した（ハット党戦争）。スウェーデン側によるカレリア奪回を企図して行われたが、ロシアの前に大敗し、南カレリアを喪失した。この時、スウェーデンのヘッセン王朝の断絶が明らかになると、ロシアはロマノフ家と婚姻関係を結んでいるホルシュタイン＝ゴットルプ家を推戴した。後に両国ともホルシュタイン＝ゴットルプ家を王朝として迎えることとなる。